# Bactrocera selenophora
Bactrocera selenophora är en tvåvingeart som beskrevs av Tsuruta och White 2001. Bactrocera selenophora ingår i släktet Bactrocera och familjen borrflugor.
Artens utbredningsområde är Sri Lanka. Inga underarter finns listade.